# Dexter Fletcher
Dexter Fletcher (Enfield, 31 de janeiro de 1966) é um ator inglês. Ele é mais conhecido por seus papéis em programas de televisão, como o drama Hotel Babilônia e, no início de sua carreira, pelo programa infantil Press Gang.

## Vida Pessoal
Casou-se com Dalia Ibelhauptaite em Westminster, Londres, em 1997. Seu padrinho foi o ator Alan Rickman.

## Carreira
Fletcher se formou no clube de drama Anna Scher Theatre. Seu primeiro papel foi como Baby Face em Bugsy Malone (1976). Como ator mirim, ele participou de produções britânicas no início dos anos 1980 como The Long Good Friday, The Elephant Man, e The Bounty. Já adulto, ele apareceu na televisão como o adolescente rebelde Spike Thomson em Press Gang e também em Murder Most Horrid (1991) com Dawn French. Seu sotaque americano foi tão convincente que muitas vezes ele foi confundido com um americano nativo. Ele já atuou em filmes como Caravaggio (1986), The Rachel Papers (1989), Lock, Stock and Two Smoking Barrels (1998), Layer Cake (2004) e Doom Universal como o oficial de comunicações apelidado de "Pinky".
Na televisão, ele apareceu na série da HBO, Band of Brothers como John Martin e em um papel coadjuvante na BBC no drama histórico The Virgin Queen. Ele também apareceu no clip da música Some Kind of Bliss de Kylie Minogue em 1997. Fletcher atuou em uma série da BBC baseada no livro de Imogen Edwards Jones, Hotel Babylon. Ele também apareceu no episódio "The Booby and the Beast", da série da BBC Robin Hood 2, como o alemão Friedrich e na série de rádio 2008 The Way We Live Right Now.
Ele também apareceu no Boon "Walking Off Air", interpretando Eddie Cotton.
Fletcher estrelou em 2009 no filme Vampire Dead Cert, que é dirigido por Steven Lawson.

## Trabalho de voz
Fletcher emprestou sua voz para anúncios do McDonald's para a televisão (fingindo um sotaque americano) e é o narrador de The Game, um livro escrito por Neil Strauss.

## Filmografia
| Ano  | Filme                               | Personagem                           | Notas |
| ---- | ----------------------------------- | ------------------------------------ | ----- |
| 1976 | Bugsy Malone                        | Babyface                             |       |
| 1980 | The Elephant Man                    | Byte's Boy                           |       |
| 1984 | The Bounty                          | Able Seaman Thomas Ellison           |       |
| 1985 | Revolution                          | Ned Dobb                             |       |
| 1986 | Caravaggio                          | Young Caravaggio                     |       |
| 1988 | The Raggedy Rawney                  | Tom                                  |       |
| 1989 | The Rachel Papers                   | Charles Highway                      |       |
| 1993 | Prince Cinders                      | Prince Cinders                       |       |
| 1993 | Jude                                | Priest                               |       |
| 1997 | The Man Who Knew Too Little         | Otto                                 |       |
| 1998 | Lock, Stock and Two Smoking Barrels | Soap                                 |       |
| 1999 | Topsy-Turvy                         | Louis                                |       |
| 2001 | Band of Brothers                    | John Martin                          |       |
| 2002 | Below                               | Kingsley                             |       |
| 2003 | Stander                             | Lee McCall                           |       |
| 2003 | The Deal                            | Charlie Whelan                       |       |
| 2004 | The Secret of Year Six              | Mike                                 |       |
| 2004 | Layer Cake                          | Cody                                 |       |
| 2005 | Doom                                | Marcus "Pinky" Pinzerowski           |       |
| 2005 | Elizabeth I: A Rainha Virgem        | William Cecil, 1.º Barão de Burghley |       |
| 2006 | Tristão e Isolda                    | Orick                                |       |
| 2007 | Stardust                            | Skinny Pirate                        |       |
| 2008 | Autumn                              | Michael                              |       |